# The Undead (pel·lícula)
The Undead és una pel·lícula de terror de 1957 dirigida per Roger Corman i protagonitzada per Pamela Duncan, Allison Hayes, Richard Garland i Val Dufour. També compta amb els habituals de Corman Richard Devon, Dick Miller, Mel Welles i Bruno VeSota. El títol original dels autors era The Trance of Diana Love. La pel·lícula segueix la història d'una prostituta, Diana Love (Duncan), a qui el psíquic Quintus (Dufour) posa en un tràngol hipnòtic, provocant-la una regressió a una vida anterior. Més tard, Hayes va protagonitzar Attack of the 50 Foot Woman (1958). La pel·lícula va ser estrenada el 14 de febrer de 1957 per American International Pictures com a  doble sessió amb Voodoo Woman.

## Argument
Quintus, un investigador psíquic que ha passat set anys al Tibet, vol enviar algú en el temps a una vida passada mitjançant la hipnosi. Ell contracta (per 500 dòlars) una prostituta, Diana Love, i té previst enviar-la en tràngol durant 48 hores perquè pugui accedir a la seva vida passada. L'antic professor de Quintus hi és present per presenciar-ho.
Quintus posa Diana en tràngol i la torna a enviar a l'Edat Mitjana, on comparteix el cos del seu jo passat, Helene, que està a la presó, condemnada a morir a l'alba sota sospita de ser una bruixa. Aquella nit és l'aquelarre i, com imposa la tradició, la gent del poble ha de matar qualsevol dona sospitosa de bruixeria per estar estàlvia durant la resta de l'any.
En el seu cap, Helene pot escoltar la veu de Diana. Li aconsella que sedueixi el guàrdia de la cel·la fins que sigui capaç de noquejar-lo amb les seves cadenes i escapar. El pla funciona, i l'Helene escapa de la presó, guanyant l'atenció de Livia (la bruixa dels crims de la qual s'ha culpat Helene) i del mateix Satanàs. La Livia està enamorada del cavaller Pendragon, que només té ulls per a Helene. Gelosa, Livia intenta constantment que l'Helene sigui capturada sense que Pendragon ho sàpiga. Mentrestant, al despatx del professor, Quintus descobreix que Diana ha canviat el passat. Tanmateix, això crea una nova complicació, perquè si Helene evadeix l'execució, el seu futur, inclosa Diana, no arribarà mai a existir. Com a prova d'això, comencen a aparèixer contusions al cos de Diana. Per salvar-la, Quentin utilitza el vincle psíquic entre Diana i Helene per retrocedir físicament en el temps. Tanmateix, una vegada en el passat, comença a sentir-se temptat per la idea de poder presenciar els resultats de la història canviant per decisió de Diana.
Mentrestant, Helene intenta sobreviure durant la nit, sabent que si ho aconsegueix, tindrà un any sencer per demostrar la seva innocència, ja que l'aquelarre de les bruixes té lloc un cop cada dotze mesos. Entre les persones que l'ajudaven hi ha Pendragon, la bona bruixa Meg-Maud i el boig Smolkin. Moments abans de l'alba, Quintus aconsegueix arribar a ella i explicar-li les conseqüències de seguir vivint. Sense saber què fer, li diu a Quentin que utilitzi els seus poders de suggeriments per fer-la capaç de parlar amb el seu futur. Tots ells tenen vides satisfactòries i volen continuar existint. Després d'escoltar-los, Helene accepta la seva mort predestinada i corre cap al botxí local. Pendragon va darrere d'ella però és aturada per Livia, que intenta convèncer-lo perquè deixi morir Helene. Enfurismat, Pendragon mata Livia i intenta salvar l'Helene però arriba massa tard. Moments abans de l'alba, Helene mor a mans del botxí. Diana es desperta del seu tràngol, havent-se recuperat completament. Tanmateix, ara que el seu vincle amb Helene ha desaparegut, Quintus es queda físicament encallat en el passat, per diversió de Satanàs.

## Repartiment
- Pamela Duncan com a Diana Love/Helene
- Richard Garland com a Pendragon
- Allison Hayes com a Livia
- Val Dufour com a Quintus Ratcliff
- Mel Welles com a Smolkin
- Dorothy Neumann com a Meg-Maud
- Billy Barty com el dimoni
- Bruno VeSota com a Scroop
- Aaron Saxon com a Gobbo
- Richard Devon com a Satanà
- Dick Miller com el Leprós
- Paul Blaisdell com el cadàver al taüt

## Producció

### Guion
The Undead es va inspirar per l'interès per la reencarnació durant la dècada de 1950 (com ho va ser la pel·lícula The She-Creature) motivat per l'èxit del llibre The Search for Bridey Murphy de Morey Bernstein. Els drets de pel·lícula van ser comprats per Paramount Pictures. Charles Griffith recorda:
| « | [The Undead] es deia originalment The Trance of Diana Love. Roger em va dir: "Fes-me una foto de Bridey Murphy". I li vaig dir que quan la Paramount acabi la seva, la nostra fallarà. En aquell moment, tothom deia que feien una mala pel·lícula. Només va dir que faríem la nostra abans que la seva i netejaríem. Així que vaig fer The Trance of Diana Love i es va fer graciós, sobretot al final, on es veu la roba buida abans de la revelació. Estava en pentàmetre iàmbic i el vaig haver de reescriure després que estigués a punt per rodar perquè algú li va dir a Roger que no ho entenia. El Roger el donava a qualsevol que llegís o a qualsevol que fos al carrer. Enviava noies amb guions. | » |

Griffth va explicar més tard: "Vaig separar totes les coses diferents amb seqüències amb el diable, que eren molt elaborades, i el diàleg en el passat era tot en pentàmetre iàmbic. Això es va emocionar molt en Roger. Va donar el guió perquè tothom el llegís, però ningú no entenia el diàleg, així que em va dir que el traduís a l'anglès. El guió es va arruïnar.
Mel Welles va dir "va ser un guió meravellós i probablement hauria estat la pel·lícula de culte en lloc de La botiga dels horrors si s'hagués rodat d'aquesta manera. Però en Roger o algú d'American International Pictures no pensaven que fos comercialment viable fer-ho així i a l'últim moment es va prendre la decisió de reescriure el guió sense això."
Quan es va fer The Undead, la popularitat de la reencarnació començava a disminuir. Per tant, Corman va decidir que havien de canviar-ho una mica i va afegir els elements de viatge en el temps de Quintis, i va canviar el títol a The Undead.

### Finançament
El maig de 1956 Corman va anunciar que la pel·lícula s'havia produït per a Walter Mirisch a Allied Artists. El juliol de 1956 Variety va informar que Corman finançaria íntegrament la pel·lícula ell mateix, tot i que seria distribuïda per AIP.

### Repartiment
Pamela Duncan diu que Roger Corman la va trucar "del no res" i li va oferir el protagonisme. "No sé què el va fer pensar en mi, excepte que m'ha d'haver vist en alguna cosa; vaig treballar molt i vaig estar molt a la televisió." Més tard va treballar amb Corman a Attack of the Crab Monsters.
Mel Welles va anomenar el seu paper de Smolkin "un dels millors personatges que he interpretat mai. El vaig interpretar una mica boig i el que va ser meravellós va ser que les meves ressenyes em van comparar amb Stanley Holloway en un dels seus papers d'enterrador shakesperià."
L'artista d'efectes especials de l'AIP, Paul Blaisdell, va ser seleccionat per interpretar el cadàver del taüt a l'escena del cementiri, cosa que va dir que era molt divertida. Tanmateix, se suposava que els seus ulls havien de romandre oberts i mirant durant tota l'escena, i va dir que era difícil perquè les petites partícules de la tapa del taüt seguien caient-hi com pols.

### Rodatge
El rodatge va començar el 26 de juliol de 1956.
La pel·lícula es va rodar en un supermercat reconvertit i es va completar en només deu dies, segons Griffith, amb un cost de 70.000 dòlars. Duncan va dir que es va rodar en sis dies. Griffith també ha dit "va ser 55.000 dòlars, quinze arbres amb molsa espanyola i una màquina de boira. Això va ser molt important per a Roger llavors."
Els ratpenats en què el diable i la bruixa canvien contínuament van quedar d'una altra pel·lícula de Corman, It Conquered the World.
Griffith diu que la pel·lícula va ser "una pel·lícula divertida de rodar... El vam omplir [el supermercat] de palmeres i boira, i va ser la primera vegada que en Roger feia servir qualsevol d'aquestes coses. No li agradava llogar res. Es veia la cremallera del vestit de la bruixa i tots els trucs eren molt evidents i falsos: Roger va interpretar deliberadament skid row, un públic degenerat."
Welles recorda que "gairebé vam morir d'asfíxia per tota la boira de creosota que es va crear" al supermercat. Devon va dir: "Van tenir un fumador d'abelles per crear la boira que feia olor terrible."
Alguns exteriors es van rodar en un lloc conegut com a "La casa de la bruixa", una casa de llibre de contes a Beverly Hills.
La pel·lícula va ser la primera de diverses que Devon va fer amb Corman. Tanmateix, no li va agradar The Undead, dient:
| « | El temperament de (Corman) era realment impressionant. A The Undead, algú havia deixat un dels meus discursos fora del guió, així que, naturalment, no vaig poder aprendre el que no hi havia. I no sols estava molest, era maníac. Qualsevol cosa que costés un cèntim sobre el seu minúscul pressupost el convertia en un monstre... Només cridant a ple pulmó. Tothom li deia que es podria rectificar, i vaig dir [calmadament]: "Roger, està bé, no et preocupis per això. Farem que algú ho escrigui en una targeta o alguna cosa i jo el llegiré". Així que un dels atrezzos el va escriure en una petita caixa de cartró i el vaig llegir. Ho vam fer en una sola presa, i això va ser tot. | » |

Devon també va recordar que "Mel Welles ho va tocar tot i va sortir bé, però va ser difícil evitar semblar estúpid. Pamela Duncan va pressionar molt i Dick Garland també va treballar dur, però tot estava en contra d'ells pel que fa al diàleg. Només els estava baixant per les orelles. Tots els que estaven al programa van fer un esforç molt professional". name="devon"/>
La Pamela Duncan diu que li agradava treballar amb Corman.
Corman volia utilitzar una cripta per llançar la pel·lícula.

## Recepció crítica
El Los Angeles Times va anomenar The Undead "una pel·lícula de terror millor de l'habitual... un fil força imaginatiu... per a aquest tipus de film l'actuació és força bona... Corman ha resultat un bon producte."
Variety va dir: "El ritme és lent i les emocions al mínim... Pamela Duncan [és]... capaç de donar substància a un material millor que el que s'ofereix aquí... d'altres tenen dificultats amb el material. Les lents de William Sickner, els efectes especials, la música de fons i altres ajuts tècnics estan bé per al pressupost i per a la presa ràpida".

## Llegat
The Undead va aparèixer més tard a la vuitena temporada de Mystery Science Theater 3000 (1996-1997).
Filmink la va anomenar "un altre guió salvatge, imaginatiu i ben estructurat de Griffith, alguns d'ells són francament ximples a la pantalla (gent petita que balla, disfresses), però la història té integritat i el final és emocionalment poderós. Ah, i Alison Hayes és terrorífica."
Joe Dante va dir "molt estranya i ambiciosa... una de les meves preferides... hi ha un bon repartiment d'incondicionals de Corman... d'alguna manera aconsegueix destacar entre la multitud perquè té un to molt inusual per a aquest tipus de pel·lícules... És una de les primeres floracions de Chuck Griffith".